# Karum (puesto comercial)

Asia Menor Central durante el período de los karum. El más importante conocido estaba en Kanis (Kanesh).

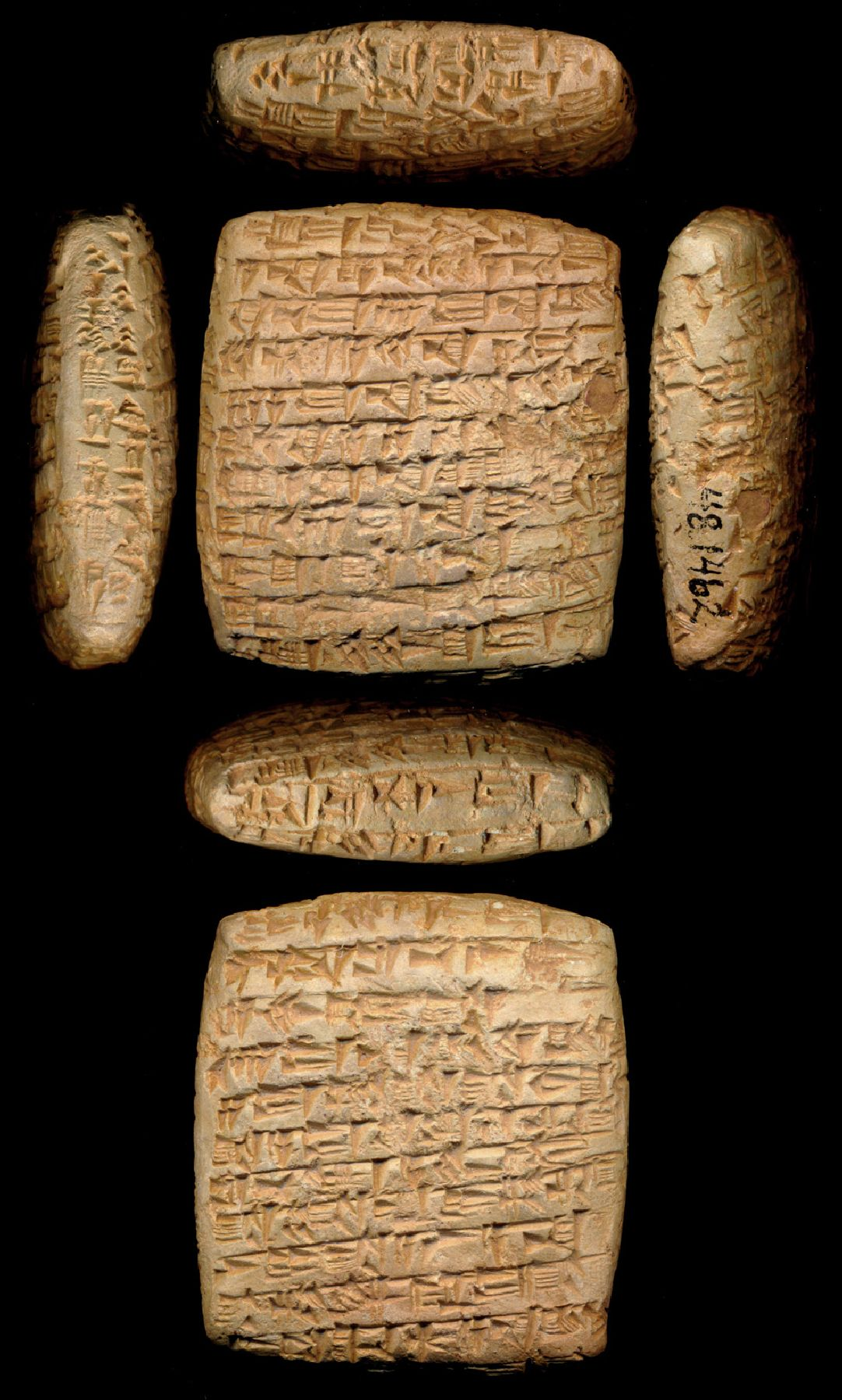
Carta desde Asiria al karum de Kanesh relativa al comercio de metales preciosos. 1850 - 1700 a. C. Museo Walters.

Un karum (en acadio: kārum, "puesto comercial, plaza de mercado, puerto, embarcadero", plural kārū, del sumerio kar, "fortificación (de un puerto), baluarte") es el nombre que se daba a los antiguos puestos o agencias comerciales asirias, verdaderos centros neurálgicos de su comercio, aproximadamente entre los siglos XX a siglo XVIII a. C. El principal karum conocido estaba en la antigua ciudad de Kanesh en Asia Menor (actual Turquía).

## Asentamientos asirios
Las primeras referencias a un karūm provienen de las tablillas de Ebla, particularmente cuando un alto funcionario conocido como Ebrium concluye el primer acuerdo comercial plenamente conocido por la arqueología, el "Tratado entre Ebla y Assur" o "Tratado con Abarsal" (los estudiosos han discutido si el texto se refiere a Assur o a Abarsal, un lugar desconocido). En cualquier caso, se contrató el establecimiento de un karum en territorio eblaíta (actual Siria), entre otras cosas.
Sargón el Grande, que probablemente destruyó Ebla poco después, en un relato hitita muy posterior se dice que habría invadido Anatolia para castigar a Nurdaggal, rey de Burushanda por haber maltratado a los mercaderes acadios y asirios en el karu de allí. Este episodio testimonia el valor, también político, de los karum.
Durante el segundo milenio a. C., Anatolia estuvo bajo la soberanía de las ciudades-estado de los hatianos y, más tarde, de los hititas. Alrededor de 1960 a. C., los comerciantes asirios habían establecido varios karū, pequeños asentamientos a modo de colonias junto a las ciudades de Anatolia, donde residían los mercaderes y se realizaba el grueso de las actividades comerciales. Debían pagar impuestos a los gobernantes de las ciudades correspondientes, pero gozaban de una cierta autonomía.
También había estaciones comerciales más pequeñas que se llamaban mabartum (singular, mabartum, plural, mabartū). El número de karum y mabartum probablemente fuera alrededor de veinte. Entre ellos se encontraba el karum de Kanesh (en la actual provincia de Kayseri, Turquía), el de Alişar Hüyük (probablemente la antigua Ankuva, en la actual provincia de Yozgat y el de Boğazköy (Hattusa en la antigüedad) en la actual provincia de Çorum. Sin embargo, Alişar Hüyük fuera probablemente un mabartum. Pero después del establecimiento del Imperio hitita, el karum desapareció de la historia de Anatolia por varios motivos, probablemente por la inestabilidad política de la región y la presión política y militar del reino de Babilonia sobre los territorios asirios.

## Comercio

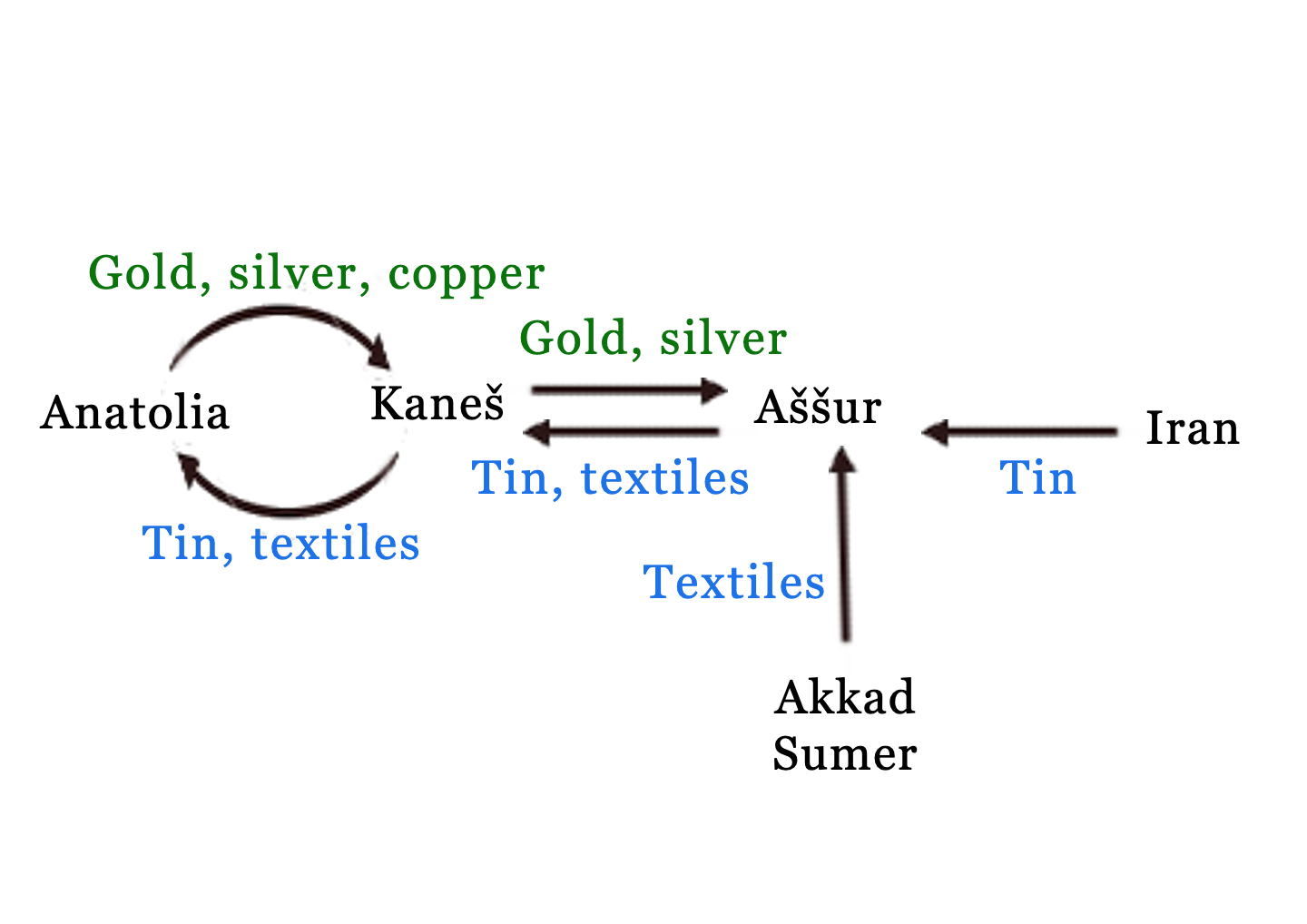
Un gráfico que representa el comercio entre las sociedades mesopotámicas y sus colonias.

En el segundo milenio a. C., el dinero aún no se había inventado. Los comerciantes asirios utilizaban oro para el comercio al por mayor y plata para el comercio minorista. El oro era considerado ocho veces más valioso que la plata. Pero había otro metal, el amutum, que era aún más valioso que el oro. Se piensa que el amutum fuera el hierro recién descubierto y valía cuarenta veces más que la plata. La más importante de las exportaciones de Anatolia fue el cobre y los mercaderes asirios, a su vez, vendían principalmente estaño y ropa.

## Legado
Un centro comercial de lujo en el distrito de Çankaya de la moderna Ankara, en Turquía, lleva el nombre de Karum. Es una de las referencias de la presencia de karum en Asia Menor, desde los primeros días de la historia. A otro centro comercial en el distrito de Bilkent de Ankara también se le da el nombre de Ankuva, otra referencia a los descubrimientos arqueológicos de diversos karū en la Anatolia Central.